# Idivuoma
Idivuoma (nordsamiska: Ađevuopmi) är en småort i Karesuando distrikt (Karesuando socken) i Kiruna kommun.
Byn hette ursprungligen Riiska och ligger vid sjön Idijärvi 19 kilometer sydväst om Karesuando, nära berget Ajakkavaara. Den anlades före år 1696 av Samuel Olsson Riska från Muonionniska.
I Idivuoma finns en så kallad stenvalvbro bevarad. Byn är utgångspunkt för en vandringsled genom tundraområdet Pessinki.
Vid småortsavgränsningen 2010 utgjorde andelen obebodda fritidshusfastigheter i småorten mer än 30 % av samtliga fastigheter.

## Befolkningsutveckling
Vid folkräkningen den 31 december 1890 bodde 25 personer i byn.
| Befolkningsutvecklingen i Idivuoma 1990–2015 | Befolkningsutvecklingen i Idivuoma 1990–2015 | Befolkningsutvecklingen i Idivuoma 1990–2015 | Befolkningsutvecklingen i Idivuoma 1990–2015 | Befolkningsutvecklingen i Idivuoma 1990–2015 |
| -------------------------------------------- | -------------------------------------------- | -------------------------------------------- | -------------------------------------------- | -------------------------------------------- |
|                                              |                                              |                                              |                                              |                                              |
| År                                           |                                              |                                              | Folkmängd                                    | Areal (ha)                                   |
| 1990                                         | 1990                                         |                                              | 103                                          | 58#                                          |
| 1995                                         | 1995                                         |                                              | 134                                          | 44#                                          |
| 2000                                         | 2000                                         |                                              | 124                                          | 44#                                          |
| 2005                                         | 2005                                         |                                              | 120                                          | 46#                                          |
| 2010                                         | 2010                                         |                                              | 112                                          | 46#                                          |
| 2015                                         | 2015                                         |                                              | 96                                           | 43#                                          |
| Anm.: # Som småort.                          |                                              |                                              |                                              |                                              |

På grund av förändrat dataunderlag hos Statistiska centralbyrån så är småortsavgränsningarna 1990 och 1995 inte jämförbara. Befolkningen den 31 december 1990 var 154 invånare inom det område som småorten omfattade 1995.